# Šamanicha
Šamanicha (Nitraria) je rod rostlin z čeledi šamanichovité. Jsou to slanomilné keře s dužnatými jednoduchými listy a drobnými pětičetnými květy. Plodem je peckovice. Rod zahrnuje asi 8 druhů. Je rozšířen na solných pouštích, slaniskách a mořských pobřežích některých oblastí Asie, Evropy, Afriky a Austrálie. V české květeně není zastoupen.

## Popis
Šamanichy jsou keře, dorůstající výšky 0,5 až 2 metry. Často jsou trnité. Listy jsou jednoduché, dužnaté až sukulentní, řapíkaté až téměř přisedlé, střídavé nebo ve svazečcích, s drobnými palisty. Květy jsou drobné, pětičetné, s výjimkou druhu Nitraria billardierei oboupohlavné, jednotlivé nebo uspořádané ve volných vijanovitých vrcholících. Kalich je vytrvalý, složený z 5 volných nebo jen na bázi srostlých lístků. Koruna je žlutozelená nebo bílá, pětičetná. Tyčinek je 15 nebo řidčeji jen 10 a jsou nitkami přirostlé k okraji květního terče. Semeník je svrchní, srostlý ze 3 (až 6) plodolistů, k vrcholu se postupně zužující. Na jeho vrcholu jsou 3 (až 6) sbíhavé blizny. Plodem je jednosemenná peckovice připomínající bobuli.

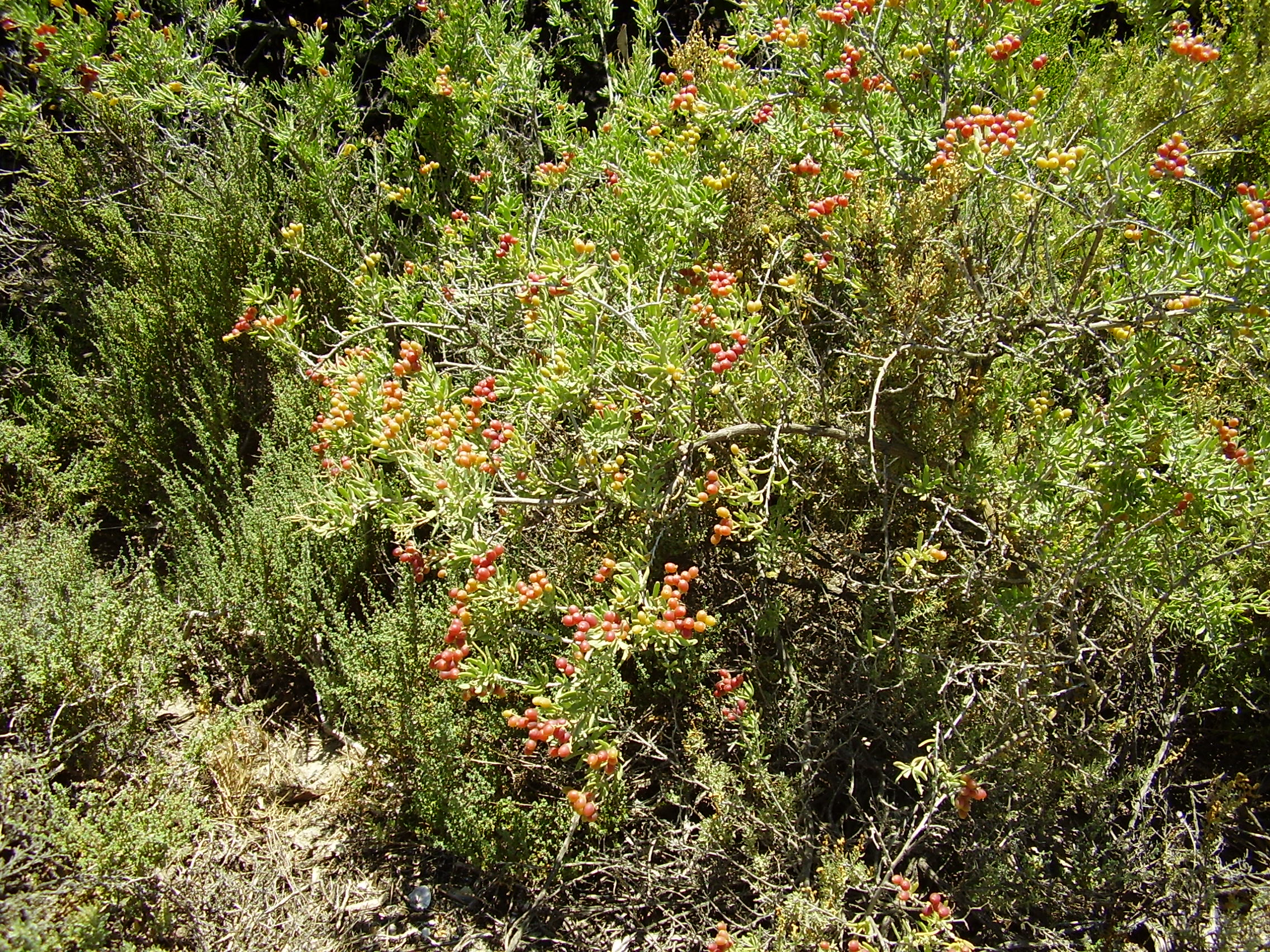
Keř Nitraria billardierei
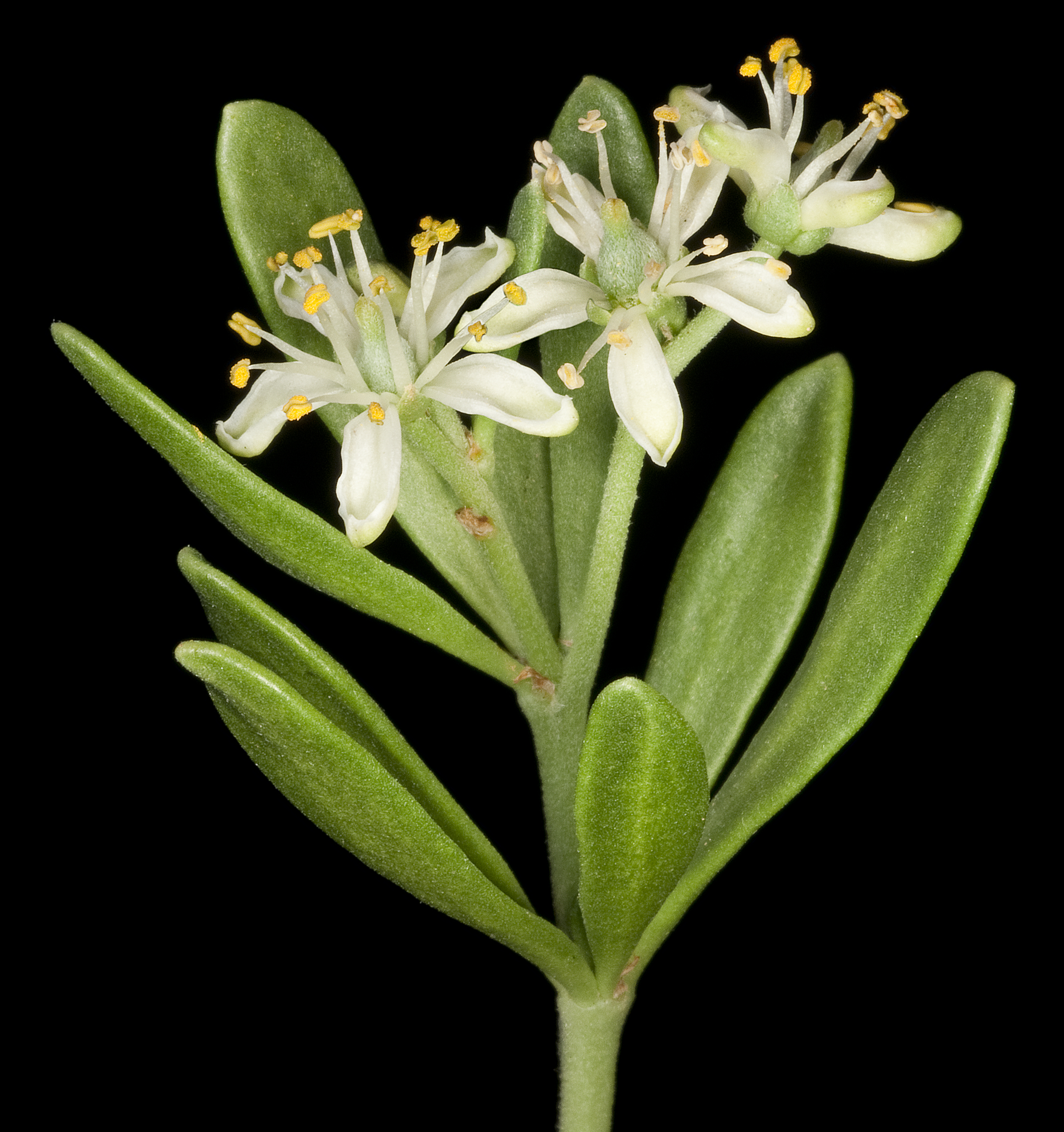
Detail květenství Nitraria billardierei
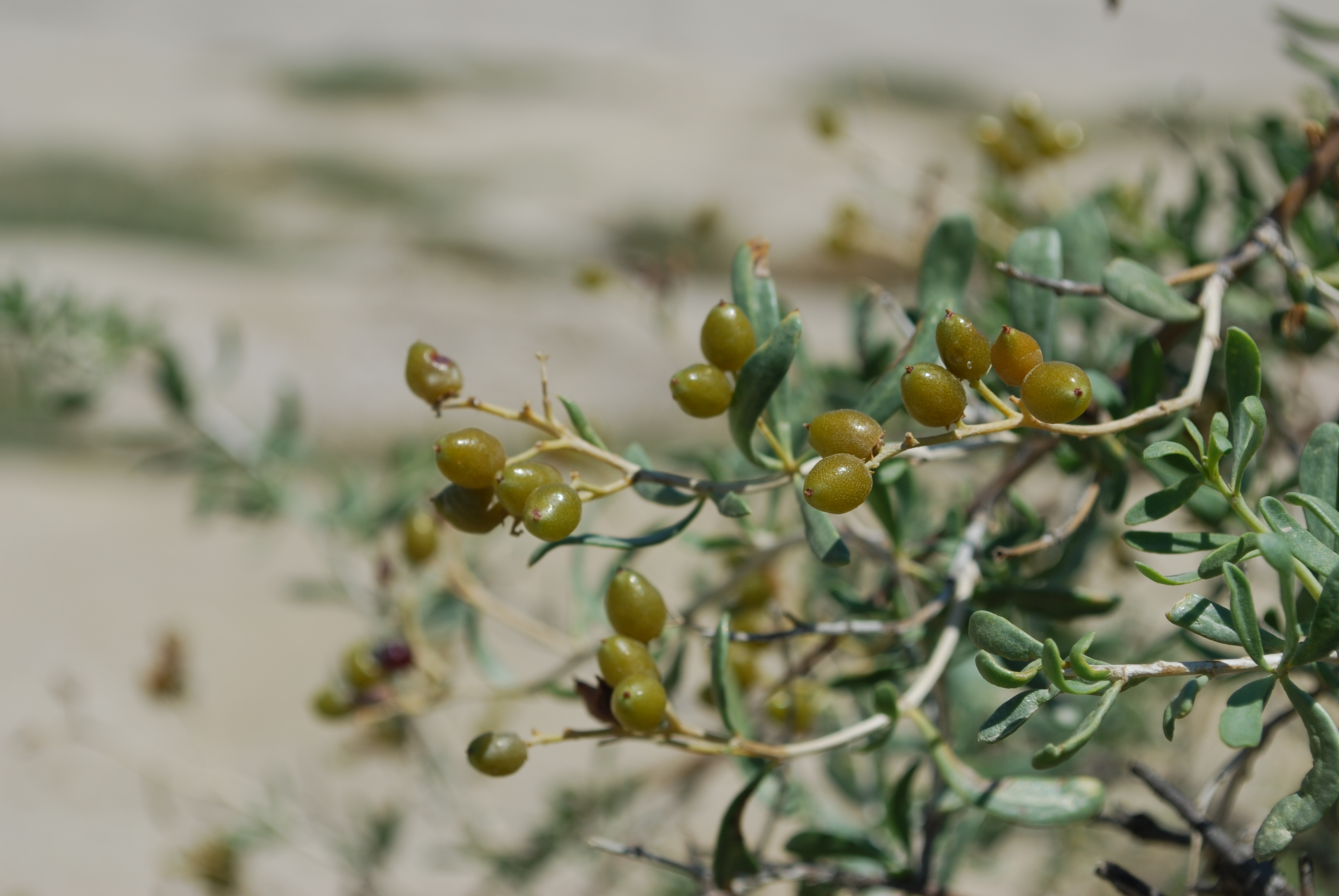
Nitraria schoberi s plody

## Rozšíření
Rod šamanicha zahrnuje 8 druhů. Je rozšířen v jihovýchodní Evropě, severní a severovýchodní Africe, Jihozápadní Asii, Arábii, Střední Asii, Mongolsku, Číně a Austrálii. Šamanichy rostou v solných pouštích a bažinách a na pobřežních dunách.
V Evropě rostou 2 druhy. Nitraria schoberi zasahuje do jihovýchodní Evropy (Rumunsko a jižní Rusko), Nitraria komarovii roste v jižním Rusku.
V Austrálii se vyskytuje pouze druh Nitraria billardierei.

## Ekologické interakce
Šamanichy jsou slanomilné rostliny neboli halofyty, přičemž náležejí v tomto ohledu mezi nejodolnější rostliny. Množství soli v sušině může dosahovat až 14 %.

## Taxonomie
Nejblíže příbuzné rody jsou Peganum, Malacocarpus a Tetradiclis, které jsou některými taxonomy společně s rodem Nitraria řazeny do čeledi Nitrariaceae, zatímco v jiném pojetí zahrnuje čeleď Nitrariaceae pouze rod Nitraria a ostatní rody jsou oddělovány do čeledi Tetradiclidaceae.

## Význam
Význam šamanich je spíše lokální.
Plody Nitraria retusa byly v Arábii používány k intoxikaci. Druh Nitraria schoberi slouží jako zdroj soli a paliva v pouštních oblastech. Dužnaté listy okusují velbloudi a kozy. Rostliny v některých oblastech zabraňují větrné erozi a lze je použít k odsolování půd.